# Guidonia vareca
Guidonia vareca là một loài thực vật có hoa trong họ Liễu. Loài này được (Roxb.) Baill. ex Kurz mô tả khoa học đầu tiên năm 1877.